# Цахариэ, Теодор-Макс
Теодор Макс Цахариэ (30 августа 1781, Мейсен — 22 июля 1847, Лейпциг) — германский юрист и педагог.

## Биография
Теодор Макс Цахариэ родился в семье известного юриста Карла Саломона Цахариэ. В 1795—1801 годах получал среднее образование в фюрстской школе Пфорта. После этого поступил в Лейпцигский университет, где изучал филологию, философию, историю и математику, позже переключился на изучение права. В 1805 году получил степень доктора права. В 1807 году защитил габилитационную диссертацию в Виттенбергском университете. В 1810 году стал профессором в Кенигсбергском университете, в 1811 году перешёл в университет Бреслау, в 1822 году — в Марбургский университет. В 1823 году был за свои политические убеждения лишён гессен-дармштадтским правительством venia legendi и, добровольно уйдя в отставку и получив за это пожизненную пенсию, окончил жизнь частным человеком, уехав в Лейпциг (хотя в 1837 году всё же опубликовал послание к саксонскому суду). Его специальностью в период преподавания и работы в университетах было римское право.
Главные работы: «Ueber die Wissenschaft einer inneren Geschichte des romischen Privatrechts» (Бреславль,1812); «Versuch einer Geschichte des röm. Rechts» (1814); «Die Lehre v. Besitz» (1816); «Neue Revision der Theorie d. RR. v. Besitz»; «Institutionen des R. R.» (1816); «Lehrbuch eines civilistischen Cursus» (1810); «Politische Betrachtungen über den Volksunterricht» (1818); «Philosophische Rechtslehre oder Naturrecht und Staatslehre» (1820).